# SUN AUDITION 〜君の声優ストーリーをつくろう!〜
『SUN AUDITION 〜君の声優ストーリーをつくろう!〜』（サンオーディション きみのせいゆうストーリーをつくろう）は、日本で2022年に開催された同名の声優ユニット公開オーディションを題材とするドキュメンタリー番組。
2022年5月28日（27日深夜）から10月1日（9月30日深夜）までBS12 トゥエルビ「アニメ26」枠で不定期放送（全6回）。トゥエルビの本放送から2日遅れで、インターネット放送局のABEMAでも配信されている。

## オーディション概要
「SUN AUDITION」は、声優事務所の81プロデュースが演技・歌・ダンスの3要素を兼備した声優ガールズユニットの発掘を目的として新規に立ち上げたオーディション企画である。合格者は81プロデュースへの所属とユニバーサルミュージックからのメジャーデビューが確約され、特別後援に名を連ねる豊島区の地域PR活動への参加を予定している。
応募者総数は3,347名で、東京と大阪の2会場で実施された二次審査の通過者20名が「ファイナリスト」として2022年4月10日に池袋のサンシャインシティ噴水広場でお披露目イベントに臨んだ。その後、演技・歌唱・ダンスの実技による三次審査を経て最終候補が12名に絞られ、7月に合格者8名が決定。この8名により声優ユニット「IBERIs&」（イベリスアンド）を結成し、8月20日に同じ会場でデビューイベントを行った。

### SUN AUDITION運営委員会
- 81プロデュース
- ユニバーサルミュージック
- サンシャインシティ
- ハピネット
- ムービック
- 講談社
- Mixalive TOKYO
- ワールド・ハイビジョン・チャンネル（BS12 トゥエルビ）

特別後援
- 豊島区

### 審査員
- 審査委員長：南沢道義（81プロデュース代表取締役社長）
- 審査員（演技）：中尾隆聖、水島裕
- 特別審査員：高野之夫（豊島区長）

他、各部門

## 合格者
- プロフィールは2022年7月25日時点[7]。

| 氏名（読み）              | 出身地   | 身長    | 年齢 |
| ------------------------- | -------- | ------- | ---- |
| いけだ ももか 池田 百々香 | 大阪府   | 156cm   | 19   |
| おおはし みさき 大橋 海咲 | 新潟県   | 160cm   | 22   |
| おがわ はなか 小川 華果   | 北海道   | 151cm   | 21   |
| すずき ひなの 鈴木 日菜   | 千葉県   | 151cm   | 15   |
| そのだ れい 園田 れい     | 神奈川県 | 153cm   | 20   |
| にしお ももこ 西尾 桃子   | 兵庫県   | 155cm   | 19   |
| はまざき ななみ 浜崎 七海 | 東京都   | 163.5cm | 18   |
| みなみ はるか 三波 春香   | 沖縄県   | 150cm   | 22   |

## 番組キャスト
- MC：神尾晋一郎、本泉莉奈、稗田寧々
- ナレーション：酒巻光宏

## テーマソング
「Catch the SUN」（ユニバーサルミュージック）
作詞：柿沼雅美 作曲・編曲：Masanori Takumi, Adam Kapit, Tyler Shamy, Tova Litvin 歌：Anna

## 放送スケジュール
- BS12 トゥエルビ「アニメ26」枠で不定期放送。全6回。

土曜日（金曜深夜） 02:30 - 03:00
※episode 5のみ日曜21:30 - 22:00に放送時間変更。
1. 5月28日
2. 6月11日
3. 6月25日
4. 7月9日
5. 7月24日[8]
6. 10月1日

- ABEMA

不定期日曜日 0:00配信開始
BS12 トゥエルビの2日遅れ（episode 5の配信時間は変更無し）。